# Hell in a Cell
 (octobre 2021).

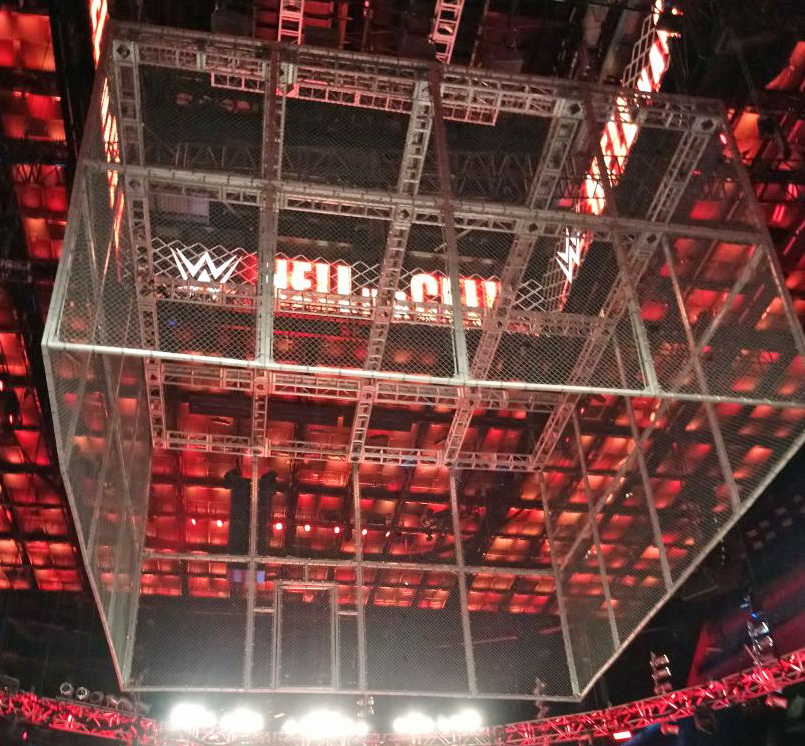
'Hell in a Cell' 2017 à Detroit, Michigan

Le Hell in a Cell est un match au catch dans lequel les catcheurs s'affrontent sur un ring entouré par une cage métallique en forme de cube (hauteur 6,07 mètres),.
Pour remporter le match, deux solutions sont possibles: le décompte de 3 ou par prise de soumission.
Il n'y a aucune disqualification, pas de décompte à l'extérieur et l'usage d'armes et d'objets est autorisée.

## Description
La structure de la cage était révolutionnaire, celle-ci comportant un toit, contrairement aux matchs en cage classiques. En effet, lors du premier match en 1997, les stipulations incluant les cages étaient connues pour avoir comme but l'évasion de la structure. Avec cette cage, il était impossible de s'échapper, les catcheurs devant rester enfermés.
Bien que la porte de la cage soit verrouillée pendant le match, cela n'empêche pas les catcheurs de sortir du ring, de monter sur le toit de la cage, ni l'intervention d'autres catcheurs.
The Undertaker est un habitué des matchs Hell in a Cell puisque seulement dix de ces matchs se sont déroulés sans sa participation et Triple H est également un habitué : seulement onze de ces matchs se sont déroulés sans sa participation.

## Les matches

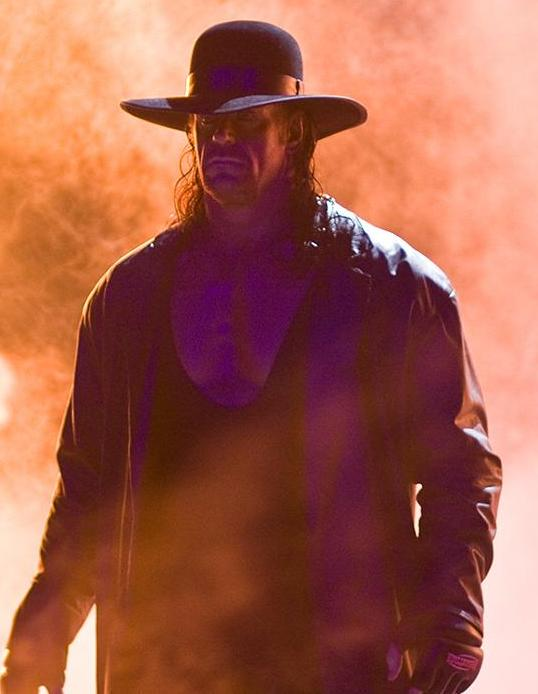
The Undertaker détient le record de plus de match avec 14, le plus récent est à WrestleMania 32

| Numéro | Match | Stipulation | Date et évènement                                  | Lieu                        | Durée |
| ------ | --- | --- | -------------------------------------------------- | --------------------------- | ----- |
| 1      | Shawn Michaels défait The Undertaker à la suite d'une intervention de Kane qui effectuait ses débuts                          | pour déterminer challenger n°1 au WWF Championship                                                                                               | In Your House 18 : Badd Blood 5 octobre 1997       | St. Louis, Missouri         | 30:00 |
| 2      | Steve Austin et The Undertaker vs Mankind et Kane se termine en no contest                                                    | Tornado Tag Team | WWF Raw 15 juin 1998                               | San Antonio, Texas          | 10:38 |
| 3      | The Undertaker défait Mankind                                                                                                 | Simple Hell in a Cell match | King of the Ring 28 juin 1998                      | Pittsburgh, Pennsylvanie    | 16:00 |
| 4      | Kane vs Mankind se termine en no contest                                                                                      | Simple Hell in a Cell match | WWF Raw 24 août 1998                               | Philadelphie, Pennsylvanie  | 7:41  |
| 5      | The Undertaker défait The Big Boss Man                                                                                        | Simple Hell in a Cell match | Wrestlemania XV 28 mars 1999                       | Philadelphie, Pennsylvanie  | 9:48  |
| 6      | Triple H (c) défait Cactus Jack                                                                                               | Si Cactus Jack perd, il devrait se retirer comme un lutteur actif à la WWF                                                                       | No Way Out 27 février 2000                         | Hartford, Connecticut       | 23:59 |
| 7      | Kurt Angle (c) défait The Undertaker, Triple H, Steve Austin, The Rock et Rikishi                                             | Six-man Hell in a Cell match pour le WWF Championship                                                                                            | Armageddon 10 décembre 2000                        | Birmingham, Alabama         | 32:26 |
| 8      | Triple H défait Chris Jericho                                                                                                 | Simple Hell in a Cell match | Judgment Day 19 mai 2002                           | Nashville, Tennessee        | 24:31 |
| 9      | Brock Lesnar (c) défait The Undertaker ,                                                                                      | pour le WWE Championship | No Mercy 20 octobre 2002                           | North Little Rock, Arkansas | 27:18 |
| 10     | Triple H (c) défait Kevin Nash (arbitre spécial Mick Foley)                                                                   | pour le World Heavyweight Championship avec Mick Foley comme étant l'arbitre spécial du match                                                    | Bad Blood 15 juin 2003                             | Houston, Texas              | 21:01 |
| 11     | Triple H défait Shawn Michaels                                                                                                | Simple Hell in a Cell match | Bad Blood 13 juin 2004                             | Columbus, Ohio              | 47:26 |
| 12     | Batista (c) défait Triple H                                                                                                   | pour le World Heavyweight Championship | Vengeance 26 juin 2005                             | Las Vegas, Nevada           | 26:54 |
| 13     | The Undertaker défait Randy Orton                                                                                             | Simple Hell in a Cell match | Armageddon 18 décembre 2005                        | Providence, Rhode Island    | 30:31 |
| 14     | D-Generation X : Triple H et Shawn Michaels défont Vince McMahon, Shane McMahon et le ECW World Heavyweight Champion Big Show | Handicap Hell in a Cell match | Unforgiven 17 septembre 2006                       | Toronto, Ontario, Canada    | 25:04 |
| 15     | Batista (c) défait The Undertaker, à la suite d'une intervention d'Edge                                                       | pour le World Heavyweight Championship | Survivor Series 18 novembre 2007                   | Miami, Floride              | 21:24 |
| 16     | The Undertaker défait Edge | Simple Hell in a Cell match | SummerSlam 17 août 2008                            | Indianapolis, Indiana       | 26:43 |
| 17     | The Undertaker défait CM Punk (c)                                                                                             | pour le World Heavyweight Championship | Hell in a Cell 4 octobre 2009                      | Newark, New Jersey          | 10:24 |
| 18     | Randy Orton défait John Cena pour remporter le WWE Championship                                                               | pour le WWE Championship | Hell in a Cell 4 octobre 2009                      | Newark, New Jersey          | 21:24 |
| 19     | D-Generation X (Triple H et Shawn Michaels) défont The Legacy (Cody Rhodes et Ted Dibiase)                                    | Tornado Tag Team Hell in a Cell match | Hell in a Cell 4 octobre 2009                      | Newark, New Jersey          | 18:02 |
| 20     | Randy Orton (c) défait Sheamus                                                                                                | pour le WWE Championship | Hell in a Cell 3 octobre 2010                      | Dallas, Texas               | 22:51 |
| 21     | Kane (c) défait The Undertaker                                                                                                | pour le World Heavyweight Championship | Hell in a Cell 3 octobre 2010                      | Dallas, Texas               | 21:38 |
| 22     | John Cena (c) défait Dolph Ziggler, Alberto Del Rio, CM Punk et Jack Swagger                                                  | Five-Man Hell in a Cell pour le WWE Championship                                                                                                 | Raw SuperShow, (Dark Main Event) 26 septembre 2011 | Kansas City, Missouri       | 05:01 |
| 23     | Mark Henry (c) défait Randy Orton                                                                                             | pour le World Heavyweight Championship | Hell in a Cell 2 octobre 2011                      | Nouvelle-Orléans, Louisiane | 15:54 |
| 24     | Alberto Del Rio défait John Cena (c) et CM Punk                                                                               | pour remporter le WWE Championship | Hell in a Cell 2 octobre 2011                      | Nouvelle-Orléans, Louisiane | 24:07 |
| 25     | The Undertaker défait Triple H avec Shawn Michaels comme arbitre spécial                                                      | Simple Hell in a Cell match | WrestleMania XXVIII 1er avril 2012                 | Miami Gardens, Floride      | 30:52 |
| 26     | CM Punk (c) défait Ryback | pour le WWE Championship | Hell in a Cell 28 octobre 2012                     | Atlanta, Géorgie            | 11:23 |
| 27     | CM Punk défait Ryback et Paul Heyman                                                                                          | Handicap match | Hell in a Cell 27 octobre 2013                     | Miami, Floride              | 13:48 |
| 28     | Randy Orton défait Daniel Bryan (c)                                                                                           | pour le WWE Championship vacant | Hell in a Cell 27 octobre 2013                     | Miami, Floride              | 21:44 |
| 29     | John Cena défait Randy Orton                                                                                                  | Pour devenir le nouveau challenger #1 au WWE World Heavyweight Championship de Brock Lesnar                                                      | Hell in a Cell 26 octobre 2014                     | Dallas, Texas               | 25:52 |
| 30     | Seth Rollins défait Dean Ambrose                                                                                              | Simple Hell in a Cell match | Hell in a Cell 26 octobre 2014                     | Dallas, Texas               | 13:50 |
| 31     | Brock Lesnar défait The Undertaker                                                                                            | Simple Hell in a Cell match | Hell in a Cell 25 octobre 2015                     | Los Angeles, Californie     | 18:07 |
| 32     | Roman Reigns défait Bray Wyatt                                                                                                | Simple Hell in a Cell match | Hell in a Cell 25 octobre 2015                     | Los Angeles, Californie     | 23:08 |
| 33     | The Undertaker défait Shane McMahon                                                                                           | Si Shane l'emporte, il gagne le contrôle de Raw et l'Undertaker ne combattra plus à WrestleMania. Sinon, Vince McMahon garde le contrôle de Raw. | Wrestlemania 32 3 avril 2016                       | Arlington, Texas            | 30:31 |
| 34     | Roman Reigns (c) défait Rusev                                                                                                 | pour le WWE United States Championship | Hell in a Cell 30 octobre 2016                     | Boston, Massachusetts       | 25:21 |
| 35     | Kevin Owens (c) défait Seth Rollins                                                                                           | pour le WWE Universal Championship | Hell in a Cell 30 octobre 2016                     | Boston, Massachusetts       | 23:15 |
| 36     | Charlotte défait Sasha Banks (c)                                                                                              | pour le WWE Raw Women's Championship | Hell in a Cell 30 octobre 2016                     | Boston, Massachusetts       | 21:55 |
| 37     | The Usos (Jimmy et Jey Uso) défait The New Day (Xavier Woods et Big E) (c) (avec Kofi Kingston)                               | pour le SmackDown Tag Team Championship | Hell in a Cell 22 octobre 2017                     | Détroit, Michigan           | 22:00 |
| 38     | Kevin Owens défait Shane McMahon                                                                                              | Falls Count Anywhere Hell in a Cell match | Hell in a Cell 22 octobre 2017                     | Détroit, Michigan           | 39:00 |
| 39     | Randy Orton défait Jeff Hardy                                                                                                 | Simple Hell in a Cell match | Hell in a Cell 16 septembre 2018                   | San Antonio, Texas          | 24:50 |
| 40     | Roman Reigns (c) contre Braun Strowman se termine en no contest                                                               | WWE Universal Championship | Hell in a Cell 16 septembre 2018                   | San Antonio, Texas          | 24:10 |
| 41     | Becky Lynch défait Sasha Banks                                                                                                | WWE Raw Women's Championship | Hell in a Cell 6 octobre 2019                      | Sacramento, Californie      | 21:50 |
| 42     | Seth Rollins (c) contre "The Fiend" Bray Wyatt se termine en no contest                                                       | WWE Universal Championship | Hell in a Cell 6 octobre 2019                      | Sacramento, Californie      | 17:30 |
| 43     | Roman Reigns (c) défait Jey Uso                                                                                               | Hell in a Cell "I Quit" Match pour le WWE Universal Championship                                                                                 | Hell in a Cell 25 octobre 2020                     | Orlando, Floride            | 29:20 |
| 44     | Sasha Banks défait Bayley (c)                                                                                                 | WWE SmackDown Women's Championship | Hell in a Cell 25 octobre 2020                     | Orlando, Floride            | 26:35 |
| 45     | Randy Orton défait Drew McIntyre (c)                                                                                          | WWE Championship | Hell in a Cell 25 octobre 2020                     | Orlando, Floride            | 30:35 |
| 46     | Roman Reigns (c) défait Rey Mysterio par soumission                                                                           | WWE Universal Championship | SmackDown 18 juin 2021                             | Tampa, Floride              | 16:02 |
| 47     | Bianca Belair (c) défait Bayley                                                                                               | WWE SmackDown Women's Championship | Hell in a Cell 20 juin 2021                        | Tampa, Floride              | 19:45 |
| 48     | Bobby Lashley (c) défait Drew McIntyre                                                                                        | Last Chance match pour le WWE Championship | Hell in a Cell 20 juin 2021                        | Tampa, Floride              | 25:49 |
| 49     | Bobby Lashley défait Xavier Woods                                                                                             | Hell in a Cell match | WWE Raw 21 juin 2021                               | Tampa, Floride              | 13:46 |
| 50     | Edge défait Seth Rollins | Hell in a Cell match | Crown Jewel 21 octobre 2021                        | Riyad, Arabie saoudite      | 27:40 |
| 51     | Cody Rhodes défait Seth "Freakin" Rollins                                                                                     | Hell in a Cell match | Hell in a Cell 5 juin 2022                         | Rosemont, Illinois          | 24:10 |
| 52     | Edge défait Finn Bálor | Hell in a Cell match | WrestleMania 39 2 avril 2023                       | Inglewood, Californie       | 18:10 |
| 53     | CM Punk défait Drew McIntyre                                                                                                  | Hell in a Cell match | Bad Blood 5 octobre 2024                           | Atlanta, Géorgie            | 31:25 |

## Records des Hell in a Cell match

### Superstars masculins
| Rang | Catcheurs      | Matchs remportés |
| ---- | -------------- | ---------------- |
| 1    | The Undertaker | 8                |
| 2    | Triple H       | 6                |
| 3    | Randy Orton    | 5                |
| 4    | Roman Reigns   | 4                |
| 5    | CM Punk        | 3                |
| 6    | Bobby Lashley  | 2                |
| 6    | Shawn Michaels | 2                |
| 6    | John Cena      | 2                |
| 6    | Batista        | 2                |
| 6    | Brock Lesnar   | 2                |
| 6    | Kevin Owens    | 2                |

| Rang | Catcheurs             | Nombre de Hell in a Cell match |
| ---- | --------------------- | ------------------------------ |
| 1    | The Undertaker        | 14                             |
| 2    | Triple H              | 9                              |
| 3    | Randy Orton           | 8                              |
| 4    | CM Punk               | 5                              |
| 4    | Roman Reigns          | 5                              |
| 5    | Shawn Michaels        | 4                              |
| 5    | John Cena             | 4                              |
| 5    | Mankind / Cactus Jack | 4                              |

### Superstars féminines
| Rang | Catcheuses      | Matches remportés |
| ---- | --------------- | ----------------- |
| 1    | Charlotte Flair | 1                 |
| 1    | Becky Lynch     | 1                 |
| 3    | Sasha Banks     | 1                 |
| 4    | Bayley          | 0                 |
| 5    | Bianca Belair   | 1                 |

| Rang | Catcheuses      | Nombre de participations |
| ---- | --------------- | ------------------------ |
| 1    | Sasha Banks     | 3                        |
| 2    | Bayley          | 2                        |
| 3    | Becky Lynch     | 1                        |
| 4    | Charlotte Flair | 1                        |
| 5    | Bianca Belair   | 1                        |